# 마리아 이사벨 지 포르투갈 왕녀

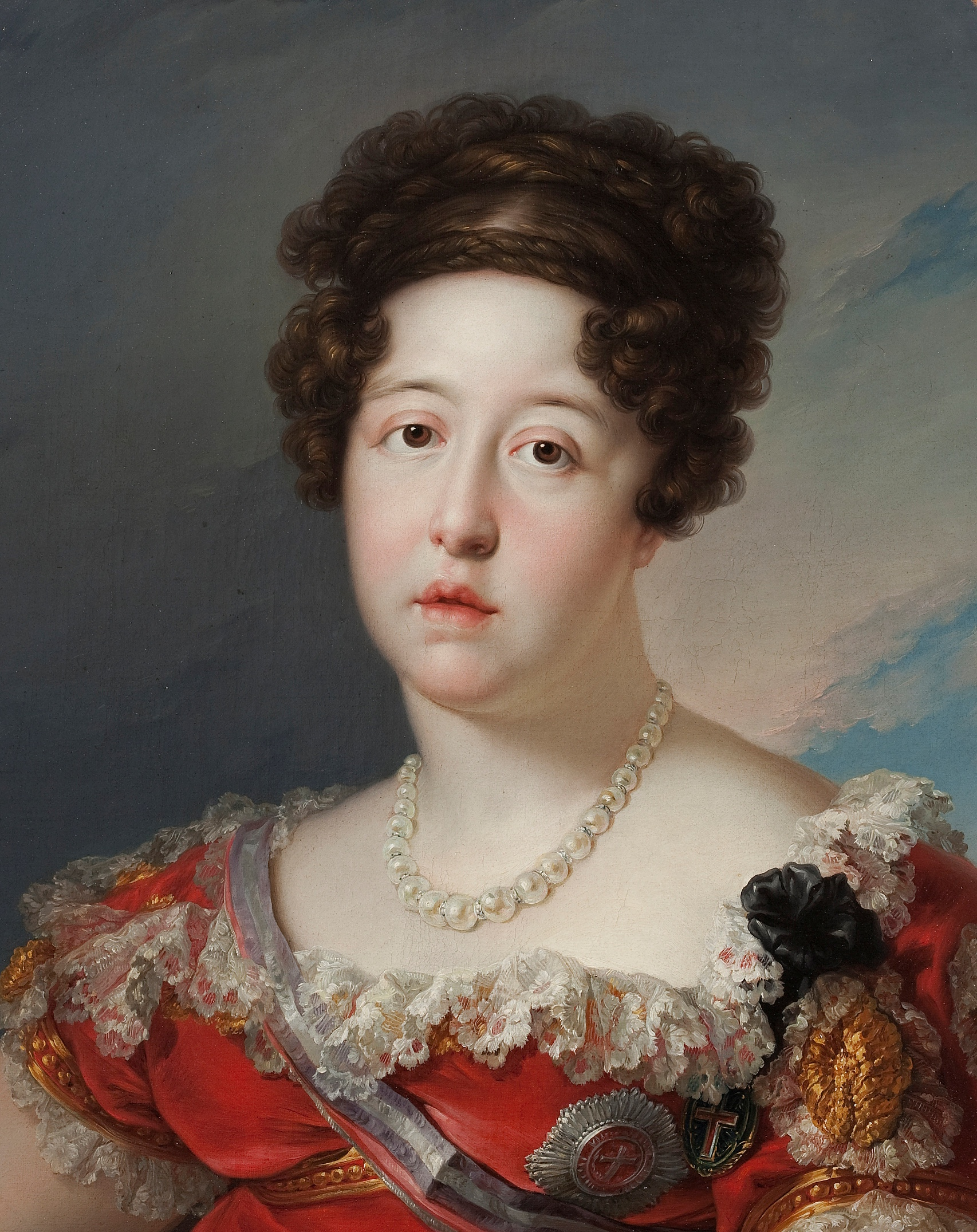
스페인 왕비 마리아 이사벨

포르투갈의 마리아 이사벨(María Isabel de Braganza y Borbón, 1797년 5월 19일 ~ 1818년 12월 26일)은 스페인 국왕 페르난도 7세의 두 번째 아내이다. 포르투갈 국왕 주앙 6세와 카를로타 조아키나 왕비의 둘째딸이며 형제로는 남동생 브라질 황제 페드루 1세, 포르투갈 국왕 미겔 등이 있다.
마리아 이사벨은 1816년 외삼촌 페르난도 7세와 결혼했다. 페르난도 7세에게 있어서는 나폴리와 시칠리아의 마리아 안토니아에 이은 두 번째 결혼이었다. 그녀는 결혼 2년만인 1818년 임신중이던 아이를 사산하고 죽었다. 그 전해에 태어난 딸 마리아 루이사 이사벨도 이미 요절한 뒤였다. 페르난도 7세는 1819년 작센의 마리아 호세파와 결혼했다.